# Sparkasse Altötting-Mühldorf
Die Sparkasse Altötting-Mühldorf ist ein öffentlich-rechtliches Kreditinstitut mit Sitz in Mühldorf am Inn  in Bayern. Ihr Geschäftsgebiet sind die Landkreise Altötting und Mühldorf am Inn, mit Ausnahme der Städte und Gemeinden des ehemaligen Landkreises Wasserburg am Inn, die der Kreis- und Stadtsparkasse Wasserburg am Inn zugeordnet sind. In Haag in Oberbayern existieren allerdings Filialen von beiden Sparkassen.

## Organisationsstruktur
Die Sparkasse Altötting-Mühldorf ist eine Anstalt des öffentlichen Rechts. Träger der Sparkasse ist der Zweckverband Sparkasse Altötting-Mühldorf, an dem die Landkreise Altötting und Mühldorf am Inn jeweils zu 50 % beteiligt sind.
Rechtsgrundlagen sind das Sparkassengesetz, die bayerische Sparkassenordnung und die durch den Träger der Sparkasse erlassene Satzung. Organe der Sparkasse sind der Vorstand und der Verwaltungsrat.

## Geschäftszahlen
Die Sparkasse Altötting-Mühldorf betreibt als Sparkasse das Universalbankgeschäft.Die Sparkasse Altötting-Mühldorf wies im Geschäftsjahr 2023 eine Bilanzsumme von 3,592 Mrd. Euro aus und verfügte über Kundeneinlagen von 2,637 Mrd. Euro. Gemäß der Sparkassenrangliste 2023 liegt sie nach Bilanzsumme auf Rang 138. Sie unterhält 27 Filialen/Selbstbedienungsstandorte und beschäftigt 497 Mitarbeiter.

## Sparkassen-Finanzgruppe
Die Sparkasse Altötting-Mühldorf ist Teil der Sparkassen-Finanzgruppe. Die Sparkasse vertreibt daher z. B. Bausparverträge der LBS, offene Investmentfonds der Deka und vermittelt Versicherungen der Versicherungskammer Bayern. Die Funktion der Sparkassenzentralbank nimmt die Bayerische Landesbank wahr.